# Анастасия Павлюченкова
Анастасия Павлюченкова (на руски: Анастасия Сергеевна Павлюченкова) е руска тенисистка, родена в Самара, бивш Съветски съюз.

## Спортна кариера
Победителка е три пъти в турнири от Големия шлем при девойките. Това се случва по време на „Откритото първенство на Австралия“ през 2006 и 2007 г. и по време на „Откритото първенство на САЩ“ 2006. През 2006 г., в Австралия във финалния мач при девойките побеждава набиращата скорост Каролине Возняцки с резултат 1:6,6:2,6:3. Във финала при девойките в Ню Йорк, Анастасия Павлюченкова елиминира австрийката Тамира Пашек с резултат 3:6,6:4 и 7:5. Неин личен треньор е брат ѝ – Александър Павлюченков. Тя е част от тенис академията на Патрик Муратоглу във Франция, където е придружавана от своята майка Марина.
Истинският подем в професионалната кариера на Анастасия Павлюченкова започва през 2006 г., когато тя получава „уайлдкард“ за престижния турнир за „Купата на Кремъл“, където в първия кръг е победена от чешката тенисистка Никол Вайдишова в двусетов мач с резултат 6:3, 6:3. През 2007 г., рускинята заедно с полската тенисистка Урсула Радванска печели „Уимбълдън“ за девойки. Във финалната среща те надиграват японските си опонентки Мазаки Дои и Куруми Нара.
На 4 юли 2008 г., в мароканския град Фес, Павлюченкова печели своята първа шампионска титла на двойки. Заедно с румънската си партньорка Сорана Кърстя, те надиграват руския дует Алиса Клейбанова и Екатерина Макарова с 6:2, 6:2.
На 7 април 2010 г., в мексиканския град Монтерей, руската тенисистка печели своята първа титла от турнир, организиран от Женската тенис-асоциация (WTA). Във финалната среща, тя надиграва словашката тенисистка Даниела Хантухова с резултат 1:6, 6:1, 6:0. Втората си титла на сингъл, руската тенисистка завоюва на 26 юли 2010 г., по време на турнира „Истанбул Къп“. Във финалната среща тя елиминира сънародничката си Елена Веснина с 5:7, 7:5, 6:4.
В турнирите от Големия шлем Павлюченкова регистрира своето най-добро представяне на сингъл по време на „Откритото първенство на САЩ“ през 2010 г. Младата надежда на руския тенис достига до четвърти кръг на надпреварата след като отстранява последователно: Кристина Бароа, Саня Мирза и Жизела Дулко. В четвъртия кръг е елиминирана от италианката Франческа Скиавоне.
В началото на 2011 г. Анастасия Павлюченкова печели шампионската титла на двойки от турнира в австралийския град Бризбейн, партнирайки си със своята сънародничка Алиса Клейбанова. Във финалната среща руските тенисистки сломяват съпротивата на Клаудия Янс и Алиция Росолска от Полша с резултат 6:3, 7:5.
На 28 февруари 2011 г., Анастасия Павлюченкова печели шампионската титла на сингъл от турнира в мексиканския град Монтерей. Във финалната среща от надпреварата, тя сломява съпротивата на сръбската тенисистка Йелена Янкович с резултат 2:6,6:2 и 6:3.

## Финали на турнирите от WTA Тур

### Титли на сингъл (1)
| До 2009                  | От 2009                |
| ------------------------ | ---------------------- |
| Голям шлем (0)           |                        |
| Шампионат на WTA Тур (0) |                        |
| I категория (0)          | Задължителни висши (0) |
| II категория (0)         | Висши 5 (0)            |
| III категория (0)        | Висши (0)              |
| IV и V категория (0)     | Международни (1)       |

| финал № | дата        | турнир         | място    | настилка | съперничка на финала | резултат            |
| 1.      | 7 март 2010 | Монтерей Оупън | Монтерей | твърда   | Даниела Хантухова    | 1 – 6, 6 – 1, 6 – 0 |

### Титли на двойки (1)
| До 2009                  | От 2009                |
| ------------------------ | ---------------------- |
| Голям шлем (0)           |                        |
| Шампионат на WTA Тур (0) |                        |
| I категория (0)          | Задължителни висши (0) |
| II категория (0)         | Висши 5 (0)            |
| III категория (0)        | Висши (0)              |
| IV и V категория (1)     | Международни (0)       |

| финал № | дата       | турнир             | място | настилка | партньорка    | съпернички на финала                | резултат     |
| 1.      | 4 май 2008 | Гран при на Мароко | Фес   | клей     | Сорана Кърстя | Алиса Клейбанова Екатерина Макарова | 6 – 2, 6 – 2 |